# プラマイ
「プラマイ」は、aikoの楽曲。2015年11月18日に34作目のシングルとしてポニーキャニオンからリリースされた。

## 解説
- 前作「夢見る隙間」から約7ヶ月ぶりのリリース[3][4]。
- 自身の30代最後のシングル。
- 初回限定盤のみカラートレイ、8ページブックレット仕様[4]。

## 収録曲
| 全作詞・作曲: AIKO。 |                             |           |            |                |      |
| #                    | タイトル                    | 作詞      | 作曲・編曲 | 編曲           | 時間 |
| 1.                   | 「プラマイ」                | AIKO      | AIKO       | OSTER project  | 4:38 |
| 2.                   | 「合図」                    | AIKO      | AIKO       | OSTER project  | 5:22 |
| 3.                   | 「4秒」                     | AIKO      | AIKO       | Kano Kawashima | 5:23 |
| 4.                   | 「プラマイ (instrumental)」 | AIKO      | AIKO       |                | 4:32 |
| 合計時間:            | 合計時間:                   | 合計時間: | 19:57      |                |      |

## 曲解説
1. プラマイ
  - NHK BSプレミアムテレビドラマ『仮カレ♡』主題歌[3][4]
  - 恋愛における感情の浮き沈みで、いつもプラスとマイナスに振り回されている様子を描いた楽曲[5]。
  - PVは、別れた恋人に執着するあまりストーカー化してしまった女性を主人公とするドラマ仕立ての作品になっている[6]。
2. 合図
  - 東映配給映画『先輩と彼女』主題歌[7]
3. 4秒
  - シングルのジャケット写真公開と同時に発表された新曲[5][8]。